# Годуш
Годуш је насељено мјесто у општини Сапна, Босна и Херцеговина.

## Историја
Годуш је до рата у цјелини било у саставу општине Зворник.

## Становништво
|             | 2013.          | 1991.           | 1981.         | 1971.         |
| Укупно      | 1 104 (100,0%) | 1 150 (100,0%)  | 743 (100,0%)  | 764 (100,0%)  |
| Бошњаци     | 1 097 (99,37%) | 1 143 (99,39%)1 | 737 (99,19%)1 | 758 (99,21%)1 |
| Муслимани   | 3 (0,272%)     | –               | –             | –             |
| Непознато   | 2 (0,181%)     | –               | –             | –             |
| Остали      | 2 (0,181%)     | 5 (0,435%)      | –             | 3 (0,393%)    |
| Југословени | –              | 2 (0,174%)      | 6 (0,808%)    | –             |
| Срби        | –              | –               | –             | 3 (0,393%)    |

1. 1 На пописима од 1971. до 1991. Бошњаци су пописивани углавном као Муслимани.